# Jules Crevaux
Jules Nicolas Crevaux, född den 1 april 1847, död den 2 april 1882, var en fransk upptäcktsresande.
Crevaux reste på uppdrag av franska regeringen 1877-1882 i Franska Guyana och norra Brasilien. På en fjärde resa överfölls Crevaux vid Pilcomayofloden av tobaindianer, varvid såväl Crevaux som de flesta av hans följeslagare dödades. Bland Crevaux skrifter märks Voyages dans l'Amérique du Sud (1882) och Fleuves de l'Amérique du Sud (1883).